# Diabetes, Obesity and Metabolism
Diabetes, Obesity and Metabolismes una revista médica mensual revisada por pares establecida en 1999 que cubre investigaciones sobre diabetes, obesidad y metabolismo. Según el Journal Citation Reports, la revista tuvo un factor de impacto en 2020 de 6,577,  ocupando el puesto 21 de 146 en el área de Endocrinología/Metabolismo.

## Métricas de revista
2023
- Web of Science Group : 6.577
- Índice h de Google Scholar: 135
- Scopus: 6.108